# Wikiwand
Wikiwand ist eine kommerzielle und proprietäre Softwareschnittstelle zur alternativen Darstellung von Artikeln aus der Wikipedia. Sie wird von einem privaten US-Unternehmen gleichen Namens entwickelt und betrieben. Die grafische Benutzeroberfläche ist englisch, die Wikipedia-Inhalte können in allen vorliegenden Sprachen angezeigt werden.

## Geschichte
Motivation für das Projekt war, dass sich nach Ansicht von Wikiwand-Mitarbeitern das Design der Wikipedia seit 13 Jahren kaum geändert habe und insbesondere auf mobilen Geräten die Benutzerfreundlichkeit zu gering sei.
Das Unternehmen Wikiwand (private company nach amerikanischer Rechtsform) wurde im Januar 2013 mit einer 600.000-Dollar-Investition von dem Kapitalgeber (Business Angel) Saar Wilf, dem aktuellen Vorsitzenden von Wikiwand, in Tel Aviv-Jaffa gegründet. Das Interface startete offiziell im August 2014.
2015 wurde Wikiwand mit dem People’s Voice Webby Award in der Kategorie „Best User Experience“ ausgezeichnet.

## Technik
Um Wikipedia in Wikiwand-Umgebung zu sehen, stehen Plug-ins für die Webbrowser Google Chrome, Mozilla Firefox und Apple Safari zur Verfügung. Für mobile Geräte wurde eine App für das Betriebssystem iOS angeboten, die (Stand April 2021) nicht mehr verfügbar ist; für Android wird ein Beta-Invite unverändert seit 2019 angeboten.
Wenn die Erweiterungen für Wikiwand auf dem Endgerät installiert sind, öffnet der Webbrowser nicht mehr die originalen Webseiten von Wikipedia, sondern zeigt die Seiten in anderem Design. Das Auffälligste daran ist eine geänderte Navigation, eine andere Typografie, größere Bilder, eine Kurzvorschau auf verlinkte Artikel sowie eine Fülle von „Sponsored Content“ (Klick-Werbung).
Mitte 2024 wurde die Standard-Suche auf der Wikiwand-Startseite durch eine „AI-Suche“ ersetzt, die Seite versteht sich seitdem als „AI-Aggregator“, welcher Wikipedia-Inhalte KI-gestützt passend zu Nutzerfragen zusammenfasst und wiedergibt. Mit den neuen Funktionen wurde ein Bezahldienst eingeführt, der in unterschiedlichen Preisklassen Kontingente von AI-gestützten Recherchen anbietet.

## Geschäftsmodell und Kritik
Im Gegensatz zu Wikipedia ist Wikiwand nicht werbefrei. Es wird eine große Anzahl von Tracking-Cookies gesetzt. Wikiwand kündigte ursprünglich (2014 und 2015) an, 30 Prozent des Profits an Wikimedia zu spenden. Mit Stand von 2024 wird dieses Vorhaben nicht mehr genannt; von den an Wikiwand gerichteten Nutzerspenden sollen 30 % Wikimedia zugutekommen. Durch Anklicken des Spendenlinks wird ersichtlich, dass die Spenden an das israelische Unternehmen Wikipele Ltd. gehen. Auf der Wikimedia-Seite wird Wikiwand als „Leading Donor“ (Spenden zwischen $ 5.000 und $ 14.999) geführt.
Grossman sagt, dass das Unternehmen damit Geld verdienen könnte, indem es beispielsweise Inhalte empfiehlt und diese so umgestaltet, dass sie bestimmte Leser besonders ansprechen.